# Arthur Grenfell Wauchope
Arthur Grenfell Wauchope (ur. 1 marca 1874 w Edynburgu, zm. 17 września 1947 w Londynie) – brytyjski generał (General) i administrator kolonialny.

## Dzieciństwo i młodość
Arthur urodził się w Edynburgu, w szkockiej rodzinie arystokratycznej. Ukończył tradycyjną szkołę Repton School położoną w wiosce Repton w Anglii.

## Kariera wojskowa
W 1893 wstąpił do British Army i rozpoczął służbę jako oficer w batalionie piechoty Argyll and Sutherland Highlanders. W 1896 został przeniesiony do szkockiego batalionu piechoty Black Watch. Wziął udział w II wojnie burskiej i został ranny w 1899. Podczas I wojny światowej uczestniczył w walkach we Francji, a od 1916 w Mezopotamii. Został ranny w bitwie, a następnie otrzymał dowództwo nad batalionem piechoty. Po wojnie został przeniesiony do 2 Brygady Śląskiej, będącej częścią British Upper Silesian Force w Republice Weimarskiej.
W 1923 był wojskowym członkiem Delegacji Overseas wysłanej do Australii i Nowej Zelandii. W 1924 był szefem wojskowych członków Komisji Nadzoru Aliantów w Berlinie. W 1927 otrzymał awans na dowódcę 22 Dywizji Piechoty, a w 1929 objął dowództwo nad brytyjskimi wojskami w Irlandii Północnej.
20 listopada 1931 objął urząd wysokiego komisarza Palestyny, który sprawował do 1 marca 1938. Okazywał dużą sympatię społeczności żydowskiej i popierał ruch syjonistyczny. Wypromował system robót publicznych, dzięki czemu zmniejszył się poziom bezrobocia w Mandacie Palestyny i nastąpił wzrost gospodarczy, z którego korzystali Arabowie i Żydzi. Gdy w 1936 wybuchło arabskie powstanie, nakazał użycie wojska w celu przywrócenia spokoju w kraju. Wspierał rozwój żydowskich formacji paramilitarnych. Ustąpił z urzędu z powodu kłopotów zdrowotnych.

## Późniejsze dzieje
Wauchope powrócił do Anglii i rozpoczął leczenie. Zmarł nagle w 1947, gdy spadł ze schodów w wojskowym klubie w Londynie.

## Odznaczenia
- Krzyż Wielki Orderu Łaźni
- Rycerz Komandor Orderu św. Michała i św. Jerzego
- Kawaler Orderu Cesarstwa Indyjskiego
- Distinguished Service Order